# Félix Sánchez
Félix Sánchez ( New York, 30 augustus 1977) is een voormalige atleet uit de Dominicaanse Republiek, die gespecialiseerd was in het hordelopen. Hij werd tweemaal olympisch en tweemaal wereldkampioen op de 400 m horden. Met een persoonlijk record van 44,90 s op de 400 m was hij ook een uitstekend sprinter. Hij nam viermaal deel aan de Olympische Spelen.

## Biografie

### Eerste succes
Zijn ouders komen uit de Dominicaanse Republiek, hij is geboren in New York en groeide op in Californië. Wegens een blessure stapte hij over van honkbal naar atletiek. Sinds 1999 komt Sánchez uit voor de Dominicaanse Republiek, omdat hij geen kans zag zich te kwalificeren voor de Verenigde Staten. Hij studeerde aan de University of Southern California. In 2000 behaalde hij zijn eerste succes door tijdens de NCAA-kampioenschappen kampioen te worden op de 400 m horden. Dat jaar nam hij ook voor de eerste maal deel aan de Olympische Spelen van Sydney. Op de 400 m horden sneuvelde hij in de halve finale.

### Wereldtitel
Na de Spelen van 2000 maakte Sánchez grote sprongen vooruit. Hij won in 2001 de 400 m horden op de Goodwill Games en werd dat jaar voor de eerste maal wereldkampioen op de 400 m horden. Met een tijd van 47,49 bleef hij in het Canadese Edmonton de Italiaan Fabrizio Mori vijf honderdste van een seconde voor. Het brons ging naar de Japanner Dai Tamesue, die in 47,89 finishte. In 2003 prolongeerde hij zijn titel op de WK in Parijs. Met een persoonlijk record van 47,25 versloeg hij de Amerikaan Joey Woody, die tweede werd in 48,18. De Griek Periklís Iakovákis veroverde het brons in 48,24.

### Eerste olympische titel
Op de Olympische Spelen van 2004 in Athene zorgde Sánchez met een overwinning op de 400 m horden voor de allereerste olympisch gouden medaille voor de Dominicaanse Republiek. Met een tijd van 47,63 versloeg hij de Jamaicaan Danny McFarlane (zilver; 48,11) en de Fransman Naman Keïta (brons; 48,26).

### Blessures en comeback
In 2005 kon hij wegens een blessure zijn niveau niet behouden. Op de WK van 2005 in Helsinki plaatste hij zich nog voor de finale, maar moest wegens een spierblessure in zijn rechterbeen na enkele meters de wedstrijd staken. Bovendien werd hij geopereerd wegens voortdurende kalkafzettingen in zijn rechtervoet.
Op 27 juli 2006 maakte Félix Sánchez zijn comeback op de Centraal-Amerikaanse en Caribische Spelen in het Colombiaanse Cartagena. Zijn eerste wedstrijd in Europa liep hij op 18 augustus 2006 in Zürich (8e in 49,72). Op de WK van 2007 in Osaka behaalde hij op de 400 m horden de zilveren medaille. Bovendien nam hij ook deel aan de 4 x 400 m estafette, waarop hij samen met zijn landgenoten Yoel Tapia, Carlos Santa en Arismendy Peguero zevende werd in een tijd van 3.03,56.

### Ups en downs
Op de Olympische Spelen van 2008 in Peking sneuvelde Sánchez in de series van de 400 m horden met een tijd van 51,10. Beter verging het hem een jaar later bij de WK in Berlijn. Zowel op de 400 m horden als op de 4 x 400 m estafette bereikte hij de finale. Op het individuele nummer werd hij achtste in 50,11, nadat hij in de halve finale als tweede was gefinisht en een tijd van 48,34 had laten noteren; op het estafettenummer eindigde hij met zijn landgenoten, te weten Arismendy Peguero, Yon Soriano en Yoel Tapia, op de zesde plaats in 3.02,47. 
Nog wat beter ging het bij de WK van Daegu. Hij plaatste zich voor de finale van de 400 m horden en liep hier 48,87. Dit was echter niet snel genoeg voor een medaille: hij finishte als vierde. De Dominicaanse republiek zond geen estafetteteam uit voor de 4 x 400 m.

### Tweede olympische titel
Acht jaar na zijn vorige olympische titel voerde Félix Sánchez het huzarenstukje uit door op de Olympische Spelen van 2012 in Londen de 400 m horden opnieuw te winnen in precies dezelfde tijd als in Athene: 47,63. Hij bleef hiermee de Amerikaan Michael Tinsley (zilver; 47,91) en de Puertoricaan Javier Culson (brons; 48,10) voor. Op de 4 x 400  estafette werd hij met het Dominicaanse team gediskwalificeerd. Het team bestond naast Sánchez uit Gustavo Cuesta, Joel Mejia en Luguelín Santos.
Sánchez liep in 2013 op de WK van Moskou 48,22 in de finale van de 400 m horden. Hiermee eindigde hij als vijfde.

### Armband
Sinds zijn wereldtitel in 2001 droeg Sánchez bij wedstrijden een knipperende rode armband op batterijen. Vlak voor de start schakelde hij het knipperen van deze armband in. Met deze armband won hij tussen 2001 en 2004 43 wedstrijden op rij, waarbij voor het laatst op de Olympische Spelen van 2004. Toen hij op 3 september van dat jaar zonder deze armband liep op de Memorial Van Damme in Brussel, verloor hij deze wedstrijd door een hamstringblessure.
Sánchez kondigde in april 2016 zijn afscheid aan. Hij was toen inmiddels 38 jaar.
Sánchez is atletiektrainer aan de Harvard-Westlake School in North-Hollywood.

## Titels
- Olympisch kampioen 400 m horden - 2004, 2012
- Wereldkampioen 400 m horden - 2001, 2003
- NCAA-kampioen 400 m horden - 2000

## Persoonlijke records
Outdoor
| Onderdeel    | Prestatie    | Datum            | Plaats      |
| ------------ | ------------ | ---------------- | ----------- |
| 100 m        | 10,45 s      | 9 april 2005     | Los Angeles |
| 200 m        | 20,87 s      | 6 mei 2001       | Irvine      |
| 400 m        | 44,90 s      | 19 augustus 2001 | Gateshead   |
| 800 m        | 1.48,99      | 14 april 2012    | Westwood    |
| 400 m horden | 47,25 s (NR) | 29 augustus 2003 | Parijs      |

Indoor
| Onderdeel    | Prestatie    | Datum            | Plaats       |
| ------------ | ------------ | ---------------- | ------------ |
| 400 m        | 46,86 s      | 18 maart 2001    | Glasgow      |
| 400 m horden | 48,78 s (NR) | 18 februari 2012 | Val-de-Reuil |

## Palmares

### 400 m
- 2002: 5e Grand Prix Finale - 45,25 s

### 400 m horden
Kampioenschappen
- 1999: 4e Pan-Amerikaanse Spelen - 48,60 s
- 2001:  Goodwill Games - 48,47 s
- 2001:  WK - 47,49 s
- 2002:  Grand Prix Finale - 47,62 s
- 2003:  Pan-Amerikaanse Spelen - 48,19 s
- 2003:  WK - 47,25 s
- 2003:  Wereldatletiekfinale - 47,80 s
- 2004:  OS - 47,63 s
- 2007:  WK - 48,01 s
- 2007: 7e Wereldatletiekfinale - 49,61 s
- 2008: 5e in serie OS - 51,10 s
- 2009: 8e WK - 50,11 s (48,34 s in ½ fin.)
- 2010: 4e Centraal-Amerikaanse en Caribische Spelen - 50,08 s
- 2011:  Centraal-Amerikaanse en Caribische kamp. - 49,41 s
- 2011: 4e WK - 48,87 s
- 2011:  Pan-Amerikaanse Spelen - 48,85 s
- 2012:  OS - 47,63 s
- 2013: 5e WK - 48,22 s

Golden League-podiumplekken
- 2001:  Herculis – 48,46 s
- 2001:  Weltklasse Zürich – 47,38 s
- 2002:  Bislett Games – 48,91 s
- 2002:  Meeting Gaz de France – 47,91 s
- 2002:  Golden Gala – 47,73 s
- 2002:  Herculis – 47,86 s
- 2002:  Weltklasse Zürich – 47,35 s
- 2002:  Memorial Van Damme – 47,99 s
- 2002:  ISTAF – 48,05 s
- 2003:  Meeting Gaz de France – 48,30 s
- 2003:  Golden Gala – 48,15 s
- 2003:  Weltklasse Zürich – 47,82 s
- 2004:  Bislett Games – 48,54 s
- 2004:  Golden Gala – 48,43 s
- 2004:  Meeting Gaz de France – 47,99 s
- 2004:  Weltklasse Zürich – 47,92 s

Diamond League-podiumplekken
- 2010:  Athletissima – 48,17 s
- 2012:  Meeting Areva – 48,56 s
- 2012:  DN Galan – 48,93 s
- 2013:  Athletissima – 48,58 s

### 4 x 400 m estafette
- 2002:  Wereldbeker - 2.59,19
- 2003:  Pan-Amerikaanse Spelen - 3.02,02
- 2006:  Centraal-Amerikaanse Spelen - 3.03,25
- 2007: 7e WK - 3.03,56
- 2009: 6e WK - 3.02,47
- 2010: DSQ WK indoor
- 2012: DSQ OS
- 2013:  Centraal-Amerikaanse en Caribische kamp. - 3.02,82

1900: John Tewksbury ·
1904: Harry Hillman ·
1908: Charles Bacon ·
1920: Frank Loomis ·
1924: Morgan Taylor ·
1928: David Burghley ·
1932: Bob Tisdall ·
1936: Glenn Hardin ·
1948: Roy Cochran ·
1952: Charles Moore ·
1956: Glenn Davis ·
1960: Glenn Davis ·
1964: Rex Cawley ·
1968: David Hemery ·
1972: John Akii-Bua ·
1976: Edwin Moses ·
1980: Volker Beck ·
1984: Edwin Moses ·
1988: André Phillips ·
1992: Kevin Young ·
1996: Derrick Adkins ·
2000: Angelo Taylor ·
2004: Félix Sánchez ·
2008: Angelo Taylor ·
2012: Félix Sánchez ·
2016: Kerron Clement ·
2020: Karsten Warholm ·
2024: Rai Benjamin
1983 Edwin Moses ·
1987 Edwin Moses ·
1991 Samuel Matete ·
1993 Kevin Young ·
1995 Derrick Adkins ·
1997 Stéphane Diagana ·
1999 Fabrizio Mori ·
2001 Félix Sánchez ·
2003 Félix Sánchez ·
2005 Bershawn Jackson ·
2007 Kerron Clement ·
2009 Kerron Clement ·
2011 David Greene ·
2013 Jehue Gordon ·
2015 Nicholas Bett ·
2017 Karsten Warholm ·
2019 Karsten Warholm ·
2022 Alison dos Santos ·
2023 Karsten Warholm